# Augochloropsis bruchi
Augochloropsis bruchi är en biart som först beskrevs av Carlos Schrottky 1908.  Augochloropsis bruchi ingår i släktet Augochloropsis och familjen vägbin. Inga underarter finns listade.